# 이의 (군인)
이의(李嶷 또는 李薿, ? ~ ?년 2월 12일)는 고려 말기의 무신, 군인이며, 자(字)는 신지(信之), 원군(原君), 호는 퇴은(退隱)이다. 본관은 우계(羽溪)이다. 강계원수로 재직 중 1388년(우왕 14년) 5월 제1차 요동 정벌에 종군하여 선봉으로 요동을 공략하였으며, 1392년(공양왕 4) 6월 밀직부사에 임명되었으며, 1392년 7월 이성계가 고려를 쓰러뜨리고 조선을 건국하자 관직을 버리고 낙향, 순흥 소백산에 은거하였다.
태조 이성계는 중추원부사와 도평의사사 겸 의흥친군위동절제사를 제수하며 불렀으나 부름에 응하지 않고 소백산에 은거하였다. 조선 개국원종공신 1등(開國原從功臣一等)에 녹훈되었으며, 토지와 전답을 내렸으나 받지 않고 쌓아두어 영주의 구두들이라는 지명의 어원이 되었다. 그는 매월 1일과 15일에 소백산 정상에 올라 송도를 향해 바라보고 통곡하고, 4번 절을 올렸다 한다. 이때부터 소백산의 한 봉우리를 국망봉이라 부르게 되었다. 이억(李山+疑)으로도 부른다.

## 생애

### 어린 시절
생년월일은 미상이고 중추원부사 이사성(李思誠)과 남군보(南君甫)의 4대손으로 상호군 요동지휘도통사를 지낸 남성로(南星老)의 딸 영양남씨의 아들로 태어났다. 할아버지 이백경(李伯卿)은 영동정이고, 증조부는 이구(李球)인데 18세에 원나라로 들어가 세조가 친히 주관하는 제과에 입격하고 돌아와 예빈시승동정, 예빈시경 등을 역임했다. 자는 신지, 호는 퇴은이다. 국자감대사성 이순우(李純祐 또는 李純佑)의 6대손이 된다.
형제자매나 가까운 친척에 대한 기록은 전하지 않는데, 그중 그의 종조부 이천승(李天升)과 당숙 이사순(李思順)의 존재가 19세기 초, 1415년 울진장씨 장인숙(張仁淑)이 관할 지방관청인 울진군에 자신과 처의 '팔조호구(八祖戶口)'를 요청하여 발급받은 《1415년 장인숙(張仁淑) 호구입안(戶口立案)》이 발견되면서 그의 종조부와 당숙의 존재가 알려지게 되었다.
그의 유년 시절에 대한 기록은 실전되어 전하지 않는다. 부인은 순흥안씨로 삼사사 좌윤을 지낸 안영부(安永孚)의 딸이며, 학자 안축(安軸)의 종손녀이다. 장모는 예안군부인 예안이씨(禮安郡夫人禮安李氏)로 정랑 이인수(李仁壽)의 딸이다. 아들 이만 역시 고려 때 태어났는데, 고려 때 문과(文科)에 급제하여 홍로부사와 인진사, 사재감 등을 역임하기도 했다.

### 관료 생활
고려 공민왕 때 문과(文科)에 급제, 유장(儒將)으로 강계원수로 있을 때 1388년(우왕 4년) 음력 5월 11일 이철성원수(泥鐵城 元帥) 홍인계(洪仁桂)와 함께 먼저 요동에 들어가서 적군들을 죽이고 돌아오니, 우왕이 크게 기뻐하며 잔치를 베풀고 금정아(金頂兒)와 무늬 있는 비단을 하사받았다.
1392년(공양왕 4년) 음력 6월 김용초(金用超)ㆍ김을귀(金乙貴)ㆍ김균(金稛) 등과 함께 밀직사 부사(密直司 副使)에 임명됐다.  그 후 재차 원정하여 요동정벌할 때 이성계가 위화도에서 회군하여 조선을 개국 하고, 이때 가정대부 중추원부사 겸 도평의사사사 의흥친군위동절제사(都評議事司兼 義興親軍衛 同節制使)를 제수하였으나 충신은 두 임금을 섬기지 않는다(不事二君)이라는 절의하에 벼슬을 버리고 소백산(小白山) 아래 순흥으로 퇴거하였다. 태조(이성계)는 여러차례 소명하였으나 불응하자 태조는 교지를 내려 전토(田土)와 노비(奴婢)를 하사하였으며 개국원종공신으로 포상되었다.

### 조선 건국과 은거
태조는 토지와 전답을 내렸으나 받지 않고 쌓아두어 영주의 구두들이라는 지명의 어원이 되었다. 이태조(李太祖)가 여러번 불렀으나 그가 나가지 않으므로 특별히 교지(敎旨)를 내렸는데 교지에 이르기를 "내 막하에서 어렵고 위태로움을 우릅쓰고 나의 오늘이 있음이 너의 공(功)아님이 없으니 개국 원종공신 일등에 녹(錄)하게하고 전장과 노비를 내린다"는 내용이었다.
그러나 그는 고려의 신하로서 어찌 이태조가 하사(下賜)한 공물(貢物)을 내가 받겠는가 생전에는 일체 손을 대지 않았다 한다. 이리하여 이 일대에는 각 고을에서 보내온 곡물이 해마다 쌓이고 쌓여 큰 노적가리가 여기 저기 아홉 무더기나 되었다고 전해지고 있다. 그 아홉 무더기가 쌓인 이 일대를 속칭 구두들이라고 부르게 되었다 한다. 그는 매년 초하루와 보름이면 소백산 정상을 바라보고 통곡하면서 고려의 왕을 추모하는 4배를 올렸다고 한다. 이때부터 소백산의 한 산봉우리는 국망봉(國望峰)이라 부르게 되었다.

### 사후
불천지위(不遷之位)를 하사받았다. 몰년은 미상이며 기일은 2월 12일이다. 묘소는 경상북도 영풍군 단산면 병산리 화석(현, 경상북도 영주시 단산면 병산1리 화석) 법곡 자좌(子坐)였다가, 뒤에 영주시 단산면 구구리(九邱里) 산 65-3 이목고자동(梨木高子洞) 갑좌(甲坐)로 이장되었으며, 묘비문이 있다.
첫 묘비문은 1500년대 중반에 이미 훼손된 상태여서 묘비문은 그의 7대손 이감(李戡)이 경상도관찰사 겸 병마수군절도사로 재직할 때 다시 지었고, 1981년 5월 후손들이 다시 오석으로 새로운 비석을 세웠다.

## 가족
- 할아버지 : 이백경(李伯卿, 1290년 ~ ?)
- 아버지 : 이사성(李思誠)
- 어머니 : 영양남씨(英陽南氏), 남군보의 4대손 요동지휘도통사 남성로의 딸
- 부인 : 순흥안씨(順興安氏, ? ~ ?년 7월 15일), 삼사사 좌윤 안영부(安永孚)의 딸, 안축의 종손녀
  - 아들 : 이만(李蔓), 고려 중추원부사, 조선 호분위 경력
  - 자부 : 경주정씨(慶州鄭氏), 정희계의 딸, 염제신의 외손녀
    - 손자 : 이인숙(李仁淑), 지덕천군사 역임
    - 손녀 : 우계이씨(羽溪李氏)
    - 손녀사위 : 민무휼(閔無恤)

  - 아들 : 이원길(李原吉), 직장
    - 손자 : 이효강(李孝綱)
- 외할아버지 : 남성로(南星老, ? ~ ?), 남군보의 4대손
- 사돈 : 정희계(鄭熙啓, 본관은 경주, 조선 개국공신, 계림부원군, 시호는 양경(良景), 1348년 3월 18일 ~ 1396년 7월 12일), 아들 이만의 장인
- 사돈 : 곡성군부인 파주염씨(1350년 4월 8일 ~ 1376년 4월 25일)
- 사돈 : 염제신(廉悌臣, 본관은 파주, 문하시중 곡성부원군(曲城府院君), 시호는 충경, 1304년 10월 30일 ~ 1382년 3월 18일), 아들 이만의 처외조부
- 사돈 : 염흥방(廉興邦, ? ~ 1388년 1월)
- 사돈 : 오부(吳傅, 본관은 해주, 호는 덕암산인(德岩山人), 지인천군사 증 정헌대부 이조판서겸 홍문관 예문관 대제학), 손자 이인숙의 장인
- 사돈 : 이성중(李誠中, 본관은 경주, 시호는 정순(靖順), 1331년 ~ 1410년), 손자 이인숙의 처외조부

## 기타
그의 아들 이만(李蔓)은 고려말 문과에 급제하여 홍로부사, 인진사, 사재감 등을 거쳐 중추원부사를 지냈는데 민무휼, 심준 등과 혼반관계였던 그는 조선 건국 이후 봉렬대부 호분위경력, 검찰부사로 내려갔다. 이만이 어떤 이유로 강등되었는지는 자료가 전하지 않는다.

## 같이 보기
| - 요동 정벌 - 이성계 - 조민수 - 최영 - 홍인계 - 소백산 - 이종무 - 김종서 - 황보인 - 신숙주 | - 정몽주 - 정도전 - 남이 - 이수형 - 정희계 - 염제신 - 이지방 |

## 참고 문헌
- 고려사
- 고려사절요
- 동사강목
- 태조실록

## 관련 서적
- 고려숭의회, 《여말충의열전 (麗末忠義列傳)》 (고려숭의회출판부, 1994)
- 민족문화추진회, 《고려사절요》 (민족문화추진회, 1985)
- 서거정, 《국역동국통감 7권》 (세종대왕기념사업회, 1997)